# Natriumtetraphenylborat
Natriumtetraphenylborat (Handelsname: Kalignost®, kurz: NaPh4B) ist eine chemische Verbindung bestehend aus den Elementen Bor, Kohlenstoff, Wasserstoff und Natrium. Es besitzt die Konstitutionsformel Na[B(C6H5)4].

## Geschichte
Natriumtetraphenylborat  wurde erstmals vom deutschen Chemiker und Nobelpreisträger Georg Wittig synthetisiert. Sein Ziel war es fünfbindige Verbindungen dieser Periode herzustellen. Dieser „Erfolg“ blieb ihm versagt. Bei den Elementen Bor bis Stickstoff konnte er keine Oktettaufweitung beobachten. Fehlschläge waren beispielsweise die Umsetzung von Triphenylboranen mit Phenyllithium (oder von Bortrihalogeniden mit Grignard-Verbindungen), wobei er jedoch das Natriumtetraphenylborat fand.

## Gewinnung und Darstellung
NaPh4B wird heute durch die Reaktion von Phenyl-Grignard-Reagenzien wie Phenylmagnesiumbromid mit Bortrifluorid dargestellt. Das aus dieser Reaktion erhaltene Tetraphenylbormagnesiumbromid wird in Wasser gelöst und mit Natriumchloridlösung versetzt.

## Eigenschaften

### Physikalische Eigenschaften
Die Verbindung bildet farblose, lichtempfindliche Kristalle.

### Chemische Eigenschaften
Die wichtigste Reaktion von NaPh4B ist die Fällung von Kaliumionen in wässriger Lösung:
{\displaystyle \mathrm {K_{(aq)}^{+}+[B(C_{6}H_{5})_{4}]_{(aq)}^{-}\ \rightleftharpoons \ K[B(C_{6}H_{5})_{4}]_{(s)}\downarrow } }
{\displaystyle \mathrm {K_{L}:\ 2{,}19\cdot 10^{-8}} }
Die Löslichkeit von Kaliumtetraphenylborat (KPh4B) beträgt demnach 53,0 mg/l.

## Verwendung
Natriumtetraphenylborat wird unter dem Namen Kalignost® am häufigsten in der chemischen Analytik für die titrimetrische und gravimetrische Bestimmung von Kalium eingesetzt. Ebenso lassen sich auch Ammonium-, Rubidium-, Caesium- und Thalliumionen bestimmen. Auch Alkaloide können mit NaPh4B quantitativ bestimmt werden.
Natriumtetraphenylborat kann im anorganischen Trennungsgang sehr nützlich sein, um Ammonium- und Kaliumionen zu unterscheiden. Setzt man Kalignost vorsichtig zu der Lösung zu, bildet sich ein weißer Niederschlag, der sich im einen Fall im oberen Teil des Reagenzglases sammelt und im anderen Fall über das gesamte Reaktionsvolumen verteilt.

## Sicherheitshinweise
Natriumtetraphenylborat ist giftig beim Verschlucken. Allgemeine Sicherheitshinweise beim Umgang mit Chemikalien: Haut- und Augenkontakt vermeiden, Substanz nicht einatmen, bei Unfällen oder Unwohlsein immer Arzt zu Rate ziehen.